# Cambridge (Maine)
Cambridge è un comune (town) degli Stati Uniti d'America della contea di Somerset nello Stato del Maine. La popolazione era di 462 persone al censimento del 2010.

## Geografia fisica
Secondo lo United States Census Bureau, ha un'area totale di 19,38 miglia quadrate (50,19 km²).

## Società

### Evoluzione demografica
Secondo il censimento del 2010, c'erano 462 persone.

### Etnie e minoranze straniere
Secondo il censimento del 2010, la composizione etnica della città era formata dal 97,4% di bianchi, lo 0,4% di nativi americani, lo 0,6% da asiatici, e l'1,5% di due o più etnie. Ispanici o latinos di qualunque razza erano l'1,5% della popolazione.